# Gustav Possegger
Gustav Possegger, voller Name Gustav Stefan Possegger, (* 4. März 1948 in Klagenfurt) ist ein ehemaliger österreichischer Politiker (FPÖ/BZÖ). Von 1997 bis 2001 war er Vizebürgermeister der Landeshauptstadt Klagenfurt am Wörthersee.

## Wirken
Possegger wurde am 4. März 1948 in Klagenfurt geboren. Nach dem Besuch der Hauptschule absolvierte er eine kaufmännische Berufsschule. Von 1969 bis 1975 sowie von 1983 bis 1997 war er Verkaufschef beim Styria-Verlag. Zwischenzeitlich arbeitete er als Werbekaufmann bei einer Wiener Agentur und als Projektleiter der Kärntner Messen. 1993 trat Possegger der FPÖ bei und wechselte auf Empfehlung Jörg Haiders im Zuge der Gemeinderatswahlen des Jahres 1997 in die Klagenfurter Stadtpolitik. Bis 2001 bekleidete er das Amt des Vizebürgermeisters und Finanzreferenten unter Harald Scheucher, dann übernahm Mario Canori das Amt. Bei den Wahlen des Jahres 2003 schied er aus dem Gemeinderat aus, kehrte jedoch 2005 dorthin zurück und blieb bis zu den Wahlen 2015 als Mandatar und Mitglied verschiedener Ausschüsse aktiv.
2009 galt Possegger als möglicher Kandidat für die Nachfolge Walter Dermuths als Präsident der Kärntner Messen. Nach dem Parteiaustritt des FPÖ-Vizebürgermeisters Albert Gunzer im Oktober 2014 war Possegger als Nachfolger für dessen Position im Stadtsenat im Gespräch, letztlich übernahm jedoch Brigitte Schmelzer das Amt bis 2015 als Parteilose. Im April 2016 legte Gustav Possegger seine Parteimitgliedschaft zurück und beendete damit seine politische Karriere endgültig.